# Matteo Coppola
Matteo Coppola (... – 1508) è stato un mercante italiano.

## Biografia
Matteo Coppola era figlio di Loise Coppola e fratello di Francesco Coppola, il conte di Sarno.
Ebbe anch'egli tale titolo ed esercitò il ruolo di luogotenente di suo padre Luise quando era regio secreto e maestro portolano nelle province di Basilicata e Terra d'Otranto. Possedeva una nave e prese in moglie Giovannella Mormile o, secondo altro autore, Giovanna Guevara (probabilmente entrambe in prime e seconde nozze).
Nel 1492 suo figlio era detenuto in Castel Nuovo
Dopo l'uccisione del fratello stette lontano 20 anni prima di fare rientro nel Regno, occupando poi cariche pubbliche nella città di Venafro.